# Mićo Došenović
Mićo Došenović, bosansko-hercegovski general, * 15. oktober 1917, Bošnjaci pri Sanskem Mostu, Bosna in Hercegovina, Avstro-Ogrska, † 20. december 1987.

## Življenjepis
Leta 1941 je vstopil v NOVJ in naslednje leto v KPJ. Med vojno je bil sprva namestnik poveljnika bataljona 1. krajiške brigade, poveljnik Gubčeve brigade, načelnik štaba 14. divizije,...
Po vojni je končal Višjo vojaško akademijo JLA in Vojno šolo JLA; pozneje je bil poveljnik brigade, polka, načelnik štaba vojnega področja, pomočnik poveljnika za zaledje vojnega področja, poveljnik vojnega okrožja,...

## Odlikovanja
- Red bratstva in enotnosti
- Red partizanske zvezde